# Kalikst Kłoczko
Kalikst Kłoczko (właśc. Marian Kłoczko; ur. 15 kwietnia 1930 w Brzozowie-Kolonii, zm. 6 kwietnia 2013 w Lublinie) – polski zakonnik, kapucyn, stolarz oraz Sługa Boży Kościoła katolickiego.

## Życiorys
Marian Kłoczko urodził się 15 kwietnia 1930 w Brzozowie-Kolonii (obecnie województwo podlaskie) w wielodzietnej rodzinie jako syn Wincentego i Moniki z domu Smarkusz (miał ośmioro rodzeństwa, z tego kilkoro zmarło w wieku dziecięcym). Wychowywał się w ubogiej, religijnej rodzinie. Jego matka należała do Franciszkańskiego Zakonu Świeckich, a jeden z jego braci Jan wstąpił do salezjanów. Został ochrzczony 27 kwietnia 1930 w bazylice Ofiarowania Najświętszej Maryi Panny w Różanymstoku, a bierzmowanie przyjął 16 czerwca 1946 z rąk abp. Romualda Jałbrzykowskiego. Ukończył trzy klasy szkoły powszechnej w Suchodolinie i spędził dzieciństwo m.in. na wypasie krów oraz pomaganiu w gospodarstwie rolnym rodziców. Wykonywał wiele prac z zakresu ślusarstwa, naprawiając narzędzia rolnicze oraz rowery czy sprzęty domowe. Około dwunastego roku życia postanowił wybrać drogę życia konsekrowanego, kiedy to przez wstawiennictwo Maryi – jak przypuszczał – został uzdrowiony z ciężkiej choroby duru brzusznego. Od tego czasu, aż do końca życia, był gorliwym czcicielem Matki Bożej. Kiedy ukończył 18 lat, został powołany do formacji „Służba Polsce” i skierowany do Warszawy, gdzie pracował przy odgruzowywaniu miasta zniszczonego w czasie II wojny światowej. Tu zetknął się z kapucynami, którzy mieli swój kościół Przemienienia Pańskiego przy ul. Miodowej 13. 
W liście z 21 października 1951 adresowanym do komisarza prowincjalnego kapucynów w Warszawie napisał, że chce służyć Maryi i prowadzić życie na wzór świętego Franciszka. Do ich postulatu został przyjęty w grudniu 1951 w klasztorze w Zakroczymiu, gdzie pomagał chorym braciom oraz uczył się stolarstwa pod kierunkiem Antoniego Panasiuka. Nowicjat rozpoczął 14 sierpnia 1952 w klasztorze w Nowym Mieście nad Pilicą, gdzie przyjął imię zakonne – Kalikst. Pierwsze śluby zakonne złożył 27 sierpnia 1952 w kościele św. Kazimierza w Nowym Mieście i pozostał w klasztorze przez kilka miesięcy, pomagając w kuchni. Następnie został przeniesiony do klasztoru w Zakroczymiu, gdzie 27 sierpnia 1956 złożył profesję wieczystą. Prawie od początku posługi zakonnej, niemal we wszystkich klasztorach do których był przeznaczany, mając uzdolnienia manualne i konstrukcyjne, przetwarzając powierzony materiał, kierując się pomysłowością pracował jako stolarz. Jedną z jego pierwszych prac była nastawa ołtarzowa do kościoła kapucynów świętych Piotra i Pawła w Serpelicach. W Warszawie wykonał drewnianą kruchtę do kościoła zakonnego przy ul. Miodowej. W latach sześćdziesiątych XX w. rozpoczął budowę stropów nowych kapucyńskich klasztorów, a jego pierwszym dziełem był strop kościoła św. Piotra Apostoła i św. Franciszka z Asyżu w Krynicy Morskiej, a następnie prace w kościele św. Wawrzyńca w Lubartowie. Pozostał prostym, pokornym, skromnym bratem mniejszym, a współbratom mówił:

Oni myślą, że jestem kimś ważnym, ale ja jestem zwykłym skrobidechą.

Miał szczególne nabożeństwo do włoskiego współbrata św. ojca Pio z Pietrelciny. W trakcie swego życia zakonnego przebywał w klasztorach prowincji warszawskiej: Zakroczymiu, Lublinie – dzielnica Śródmieście (klasztor przy kościele św. Piotra i Pawła), Lubartowie oraz w Lublinie przy Al. Kraśnickiej 76 w dzielnicy Konstantynów, gdzie od 1 maja 1981 pomagał przy budowie kościoła i klasztoru oraz ich wyposażeniu. Wykonał wszystkie okna i drzwi w kościele oraz ogromny drewniany sufit z modrzewia syberyjskiego. W klasztornym ogrodzie miał swoją pracownię stolarską, popularnie nazywaną „Kalikstówką”. W ostatnich latach życia ciężko chorował przez kilka miesięcy, przechodząc chorobę nowotworową. Przebywając w Wojewódzkim Szpitalu Specjalistycznym im. Kardynała Stefana Wyszyńskiego w Lublinie przy Al. Kraśnickiej 100, przyjął 18 marca 2013 z rąk kapelana szpitalnego o. Grzegorza Brzezińskiego OFMCap sakrament pokuty i namaszczenia chorych. Zmarł w tym szpitalu 6 kwietnia 2013 około godz. 22:00 w obecności czuwających współbraci. Jeden z czuwających wówczas przy nim br. Andrzej Zajkowski OFMCap tak zapamiętał moment jego odejścia:

Gwardian poprosił mnie, abym czuwał w nocy przy bracie Kalikście, bo zbliża się moment śmierci i może to nastąpić w każdej chwili. Brat Kalikst był przytomny, ale bardzo cierpiał. Kiedy nadszedł moment śmierci, brat był cichy i spokojny. Pamiętam łzę w jego oku. To było takie ciche spokojne odchodzenie. W chwili śmierci jego twarz była łagodna, spokojna. Ponieważ miał przerzuty, więc wcześniej trochę jęczał, ale to było normalne cierpienie. Później to już była cisza i pokój.

Mszę pogrzebową odprawił 9 kwietnia bp Antoni Pacyfik Dydycz OFMCap, po czym został pochowany w kwaterze kapucynów na cmentarzu przy ulicy Lipowej w Lublinie (Sekcja 7 (XI-9)).

## Proces beatyfikacyjny
Z inicjatywy ojców  kapucynów przekonanych o świątobliwości jego życia podjęto starania celem wyniesienia go na ołtarze. Od śmierci nieprzerwanie odbiera on kult prywatny, zarówno od kapucynów, jak i innych osób duchownych, konsekrowanych oraz świeckich. Ludzie nawiedzają jego grób, zapalają znicze i przynoszą kwiaty, wzywając jego wstawiennictwa w różnych potrzebach. W 2018 XXIV kapituła prowincjalna prowincji warszawskiej Zakonu Braci Mniejszych Kapucynów zobowiązała ministra prowincjalnego do podjęcia kroków w celu rozpoczęcia jego procesu informacyjnego. Od tego momentu gromadzono wspomnienia po nim oraz informacje na temat łask i cudów otrzymywanych za jego przyczyną. Powstało kilka książek i kilkanaście artykułów oraz filmy i słuchowiska radiowe o jego życiu i posłudze. Istnieją także wpisy do kronik klasztornych, zapiski z rad prowincjalnych oraz inne dokumenty i pamiątki jego dotyczące, zgromadzone w archiwum prowincjalnym. Konferencja Episkopatu Polski na posiedzeniu 19 listopada 2021 na Jasnej Górze w Częstochowie jednomyślnie zaakceptowała wniosek i poparła starania o wszczęcie procesu beatyfikacyjnego. Dykasteria Spraw Kanonizacyjnych pismem nr 3647-1/22 z 26 października 2022 przesłanym na ręce abp. Stanisława Budzika, wyraziła zgodę tzw. nihil obstat na rozpoczęcie procesu beatyfikacyjnego. Edykt w sprawie rozpoczęcia procesu beatyfikacyjnego po pozytywnej opinii Konferencji Episkopatu Polski oraz Dykasterii Spraw Kanonizacyjnych został popisany 13 stycznia 2023 r. przez abp. Stanisława Budzika. 
29 kwietnia 2023 w parafii Niepokalanego Serca Maryi i św. Franciszka w Lublinie odbyła się uroczysta sesja inaugurująca proces beatyfikacyjny w archidiecezji lubelskiej br. Kaliksta Kłoczki OFMCap. Mszy świętej otwierającej proces na szczeblu diecezjalnym przewodniczył abp Stanisław Budzik. Od tej chwili przysługuje mu tytuł Sługi Bożego. Postulatorem procesu został mianowany o. Carlo Calloni OFMCap, a wicepostulatorem o. prof. Andrzej Derdziuk OFMCap.
Powołano diecezjalny trybunał beatyfikacyjny w następującym składzie : 
- o. dr Marek Rostkowski OMI – delegat biskupa
- ks. Józef Maciąg – promotor sprawiedliwości
- ks. Mariusz Szymaniak – notariusz aktuariusz
- dr hab. Lidia Fiejdasz-Buczek – zastępca notariusza aktuariusza

## Upamiętnienie
- W piątą rocznicę jego śmierci (6 kwietnia 2018) w kruchcie kapucyńskiego kościoła Niepokalanego Serca Maryi i św. Franciszka w Lublinie odsłonięto tablicę pamiątkową ku jego czci, na której obok wizerunku zakonnika umieszczono następującą inskrypcję[b][12][13]:

Brat Kalikst
MARIAN
KŁOCZKO
kapucyn
1932-2013
Budował Kościół świętością życia
i pięknem stolarskiego rzemiosła
Wdzięczni Współbracia i Parafianie
Lublin 06.04.2018

- Malarka Wanda Stokwisz-Dück wraz z mężem założyła w dowód wdzięczności i uznania dla kapucyńskiego stolarza Bractwo Sztuki i Rzemiosła im. Brata Kaliksta w Gronowie, którego celem jest propagowanie jego osoby w środowisku ludzi zajmujących się sztuką i rzemiosłem artystycznym oraz otwieranie ich na duchowy wymiar oddziaływania artystycznego[12]
- Powstała specjalna modlitwa o łaski za wstawiennictwem Sługi Bożego br. Kaliksta Kłoczki[10]:

Wszechmogący, Dobry Boże, który bratu Kalikstowi Kłoczce udzieliłeś daru budowania Kościoła przez dobroć serca otwartego na braci i siostry oraz przez piękno stolarskiego rzemiosła, udziel mi łaski …, o którą proszę Cię przez wstawiennictwo Twego sługi, a jego wynieś do chwały ołtarzy w Twoim Kościele. Przez Chrystusa, Pana naszego. Amen.